# Bea Svistunenko
Bea Svistunenko (nacida como Varvara Svistunenko, del ruso Варвара Свистуненко; Rusia, 1995) es una actriz, profesora y dramaturga rusa, residente en Londres. Es conocida por aparecer en las series de televisión Industry (2022), I Hate Suzie (2022) y 3 Body Problem (2024).

## Biografía
Svistunenko nació en Rusia, sin embargo, migró con su familia al Reino Unido cuando aún era bebé, estableciéndose en Essex, Inglaterra. En 2007, a la edad de 12 años se unió a un curso de teatro para jóvenes, la Young Actors Company.
Estudió un bachiller en Arte Dramático en la Real Academia de Arte Dramático de Londres, y posteriormente una licenciatura en Inglés y Teatro por la Universidad de Cambridge. Durante su juventud y etapa estudiantil apareció en varias obras de teatro como The Comedy of Errors, Tribes, Measure for Measure, Richard II, Grief, Romeo y Julieta, Medea, entre otras. Habla ruso e inglés con fluidez.

## Filmografía

### Teatro
| Año  | Título                          | Personaje                 |
| ---- | ------------------------------- | ------------------------- |
| 2014 | The Comedy of Errors            | Dromio de Siracusa        |
| 2014 | Tribes                          | Sylvia                    |
| 2015 | Measure for Measure             | Escalus                   |
| 2015 | Richard II                      | Richard II                |
| 2015 | Grief                           | Dorothy                   |
| 2016 | Romeo y Julieta                 | Julieta                   |
| 2017 | Medea                           | Tutor                     |
| 2017 | Limberham                       | Judith                    |
| 2017 | Much Ado Abouth Nothing         | Beatrice                  |
| 2017 | The Last Days of Judas Iscariot | Mary                      |
| 2017 | Linda                           | Linda                     |
| 2018 | Measure                         | Claudia                   |
| 2018 | Gig                             | Ali                       |
| 2018 | Love and Money                  | Jess                      |
| 2018 | Amsterdam                       | Actor                     |
| 2018 | A Very Expensive Poison         | Anatoly Litvinenko        |
| 2021 | Cost of Living                  | Maddy                     |
| 2021 | The Merchant of Venice          | Portia                    |
| 2022 | McBeth/Romeo y Julieta          | Lady McBeth/Lady Capuleto |
| 2023 | The Tempest                     | Miranda                   |
| 2024 | Testmatch                       | One                       |

### Televisión
| Año  | Título         | Personaje   |
| ---- | -------------- | ----------- |
| 2022 | Industry       | Host        |
| 2022 | Litvinenko     | Nina Tupper |
| 2022 | I Hate Suzie   | Eva         |
| 2024 | 3 Body Problem | Laeticia    |
| TBA  | Cost of Living | Maddy       |